# Équipe d'Algérie masculine de handball au Championnat d'Afrique 1996
Cet article relate le parcours de l'Équipe d'Algérie de handball masculin lors du Championnat d'Afrique 1996 à Cotonou (Bénin).

## Effectif
L'effectif de l'Algérie, champion d'Afrique, est[réf. nécessaire] :
- Toufik Hakem
- Samir Helal
- Abdelghani Loukil
- Ali El Hassi
- Hamid Labraoui
- Mohamed Bouziane
- Achour Hasni
- Redouane Aouachria
- Abdérazak Hamad
- Rabah Graïche
- Redouane Saïdi
- Karim Yala
- Benali Beghouach
- Lahouari Mellouk
- Sid Ali Guiti
- Salim Abes

Entraîneurs :
- Djaffar Belhocine
- Djillali Bouderbala Mekki
- DTN : Azzedine Bensbaa

## Résultats

### Phase préliminaire
| Groupe B |                     |     |   |   |   |   |     |     |      |     |
|          | Équipe              | Pts | J | G | N | P | BP  | BC  | Diff | Dép |
| 1        | Algérie             | 8   | 4 | 4 | 0 | 0 | 95  | 61  | +34  |     |
| 2        | Égypte              | 6   | 4 | 3 | 0 | 1 | 102 | 73  | +29  |     |
| 3        | République du Congo | 3   | 4 | 1 | 1 | 2 | 61  | 80  | -19  |     |
| 4        | Cameroun            | 2   | 4 | 1 | 0 | 3 | 86  | 91  | -5   |     |
| 5        | Bénin               | 1   | 4 | 0 | 1 | 3 | 63  | 102 | -39  |     |

| Date et Heure   | Équipe 1            | -  | VS | -  |  | Équipe 2            |
| 18 octobre 1996 | Égypte              | 30 | -  | 18 |  | Bénin               |
| 18 octobre 1996 | Bénin               | 16 | -  | 16 |  | République du Congo |
| 19 octobre 1996 | Algérie             | 23 | -  | 19 |  | Cameroun            |
| 19 octobre 1996 | Algérie             | 18 | -  | 9  |  | République du Congo |
| 20 octobre 1996 | Égypte              | 23 | -  | 20 |  | Cameroun            |
| 20 octobre 1996 | Algérie             | 29 | -  | 10 |  | Bénin               |
| 21 octobre 1996 | Égypte              | 26 | -  | 10 |  | République du Congo |
| 21 octobre 1996 | République du Congo | 26 | -  | 20 |  | Cameroun            |
| 23 octobre 1996 | Algérie             | 25 | -  | 23 |  | Égypte              |
| 23 octobre 1996 | Cameroun            | 27 | -  | 19 |  | Bénin               |

## Phase finale
|  | Demi-finales    | Demi-finales    |                        |    | Finale          | Finale          |
|  | Demi-finales    | Demi-finales    |                        |    | Finale          | Finale          |
|  |                 |                 |                        |    |                 |                 |
|  | 25 octobre 1996 | 25 octobre 1996 |                        |    | 27 octobre 1996 | 27 octobre 1996 |
|  | 25 octobre 1996 | 25 octobre 1996 |                        |    | 27 octobre 1996 | 27 octobre 1996 |
|  | Tunisie         | 18              |                        |    | 27 octobre 1996 | 27 octobre 1996 |
|  | Tunisie         | 18              |                        |    | 27 octobre 1996 | 27 octobre 1996 |
|  | Égypte          | 16              |                        |    | 27 octobre 1996 | 27 octobre 1996 |
|  | Égypte          | 16              | Tunisie                | 19 |                 |                 |
|  | 25 octobre 1996 |                 | Tunisie                | 19 |                 |                 |
|  |                 | Algérie         | 21ap                   |    |                 |                 |
|  | Algérie         | Algérie         | 21ap                   | 24 |                 |                 |
|  | Algérie         |                 |                        | 24 |                 |                 |
|  | Maroc           | 16              |                        |    |                 |                 |
|  | Maroc           | 16              | Match pour la 3e place |    |                 |                 |
|  |                 |                 |                        |    |                 |                 |
|  | 27 octobre 1996 |                 |                        |    |                 |                 |
|  |                 |                 |                        |    |                 |                 |
|  | Égypte          | 28              |                        |    |                 |                 |
|  | Égypte          | 28              |                        |    |                 |                 |
|  | Maroc           | 21              |                        |    |                 |                 |
|  | Maroc           | 21              |                        |    |                 |                 |

### Finale
En finale, l'Algérie s'impose 21 à 19 après prolongation face à l'Équipe de Tunisie et remporte son 6e titre de champion d'Afrique.
De plus, elle obtient à cette occasion sa qualification pour les Championnat du monde 1997